# Конвенція про стягнення аліментів за кордоном
Конве́нція про стя́гнення аліме́нтів за кордо́ном — юридично обов'язкова для держав-учасниць міжнародна угода, яка дозволяє виконувати судові рішення щодо утримання дітей та аліментів екстериторіально. Конвенція діє у разі якщо обидві держави, де проживають позивач і відповідач, її ратифікували.
Україна приєдналась до конвенції згідно з Законом України від 20 липня 2006 року № 15-V та діє для України з 19 жовтня 2006 року.